# مونتانیا لونگا
مونتانیا لونگا (ایتالیایی: Montagna Longa؛ ‏ معنای تحت‌اللفظی: کوهِ بلند) کوهی در نزدیکی کارینی در استان پالرمو است و شهرک‌های چینیزی و کارینی را از هم جدا می‌کند. ارتفاع این کوه از سطح دریا ۹۷۵ متر است و متعلق به رشته کوه‌های «مونتی دی پالرمو» است.
این کوه بین کومونه‌های کارینی، چینیزی، تراسینی و در نزدیکی فرودگاه فرودگاه پالرمو قرار دارد.
در بالای کوه یک صلیب به یاد ۱۱۵ قربانیان فاجعه پرواز ۱۱۲ آلیتالیا که در ۵ می ۱۹۷۲ رخ داد، نصب شده است.
مونتانیا لونگا به دلیل ارتفاع و موقعیت خود، توسط «سپاه جنگلداری منطقه سیسیل» برای تشخیص آتش‌سوزی‌ها و همچنین توسط پخش‌کننده‌های رادیویی و تلویزیونی جهت نصب آنتن‌های تقویت سیگنال و فرستنده استفاده می‌شود. مسیری که به قله منتهی می‌شود از جنگل سانتا ونرا شروع می‌شود و تقریباً ۶ کیلومتر مسیر پیچ در پیچ دارد. صلیبی که بر روی کوه نصب شده، در اولین سالگرد فاجعه هوایی سال ۱۹۷۲ در آنجا قرار گرفت، باستان‌شناس پالرمویی، مانینو، ویرانه‌هایی از پست‌های دیده‌بانی با منشأ احتمالی کارتاژ باستان پیدا کرده است.